# Золотое путешествие Синдбада
«Золотое путешествие Синдбада» — приключенческий фильм-сказка режиссёра Гордона Хесслера. Второй фильм в трилогии о Синдбаде творческого тандема продюсера Чарльза Шнеера и мастера специальных эффектов Рэя Харрихаузена. Картина создана по мотивам цикла арабских сказок Тысяча и одна ночь и повествует о путешествии Синдбада в Маравию и Лемурию, о его поединке со злым волшебником Коурой.
Картина создавалась в 1970—1973 году британской съёмочной группой в рамках жёстких бюджетных ограничений. Натурные и студийные съёмки прошли в Испании. Фильм-сказка признан одной из лучших работ в творчестве Рэя Харрихаузена. Он вошёл в историю как классический пример использования в игровом кино кукольной анимации и других спецэффектов, характерных для кинотехнологий 1970-х годов.
Премьерный показ в Великобритании состоялся 20 декабря 1973 года в Лондоне, в США — 5 апреля 1974 года. Картина успешно прошла в прокате, собрав около $ 5 млн. Лауреат премии «Сатурн» за лучший фильм-фэнтези. Лента получила разноречивую оценку критики за наигранность сюжета, слабую режиссуру и актёрскую игру. Однако специалисты отметили высокое качество специальных эффектов и музыку композитора Миклоша Рожа.

## Сюжет
Очередное путешествие Синдбада-морехода. Наблюдатель на мачте замечает кружащее над кораблём странное существо. Его сбивают стрелой, и на палубу падает золотая пластинка с узором. Команда считает событие недобрым знаком, но Синдбад оставляет пластинку себе. С того момента, как к Синдбаду попадает странное украшение, его начинают преследовать видения неизвестной танцующей девушки. Следующей ночью разыгрывается шторм, корабль сбивается с курса, и его уносит к берегам страны Маравии. Капитан один высаживается на берег и отбивает неожиданную атаку незнакомца в чёрном, попытавшегося отобрать золотую пластинку. В приморском городе Синдбад знакомится с правителем страны — Великим Визирем. Правитель Маравии вынужден прятать своё обожжённое лицо под маской. Незнакомец, напавший на Синдбада, тот же, кто изуродовал визиря — злой волшебник Коура. У визиря обнаруживается вторая часть пластинки, и в целом виде она является картой и пропуском в тайную пещеру в стране Лемурия. Там, по древнему предсказанию, можно будет найти фонтан судьбы, корону владыки мира и щит невидимости. За пластинкой также охотится Коура, подославший в покои Визиря своего маленького летающего соглядатая, и подслушавший разговор.
Визирь решает снарядить корабль Синдбада и вместе с ним отправиться в Лемурию. Перед отплытием на местном базаре Синдбад случайно замечает девушку, облик которой и татуировка на ладони являлись ему во снах. Она — рабыня по имени Марьяна и прислуживает местному торговцу. Тот соглашается отдать рабыню Синдбаду при условии, что капитан примет в свою команду его бестолкового сына Гаруна и сделает из него человека. Корабль отправляется в опасное путешествие. В его ходе Синдбаду строит козни Коура, плывущий за ним следом на другом корабле. На чёрные заклинания расходуется жизненная энергия волшебника и до Лемурии Коура добирается дряхлым стариком. На острове Синдбад и его спутники находят оракула, указывающего дорогу к сокровищам. По пути они выдерживают сражение с ожившей скульптурой богини Кали и нападение племени дикарей, которых наслал на них злой волшебник. Из разбившейся статуи герои извлекают третью часть пластинки, но ей завладевает Коура. Возле самого фонтана Синдбаду предстоит самое сложное испытание. Омолодившийся Коура использует невидимость и пытается убить капитана, но тот одерживает верх над противником. Корона владыки мира и прежняя благообразная внешность возвращается к Визирю. Капитану Синдбаду не нужны бесценные дары, ему достаточно любви Марьяны, ставшей свободной и сделавшей свой выбор. Картина заканчивается рефреном любимой поговорки Синдбада: «на Аллаха надейся, а верблюда привязывай».
| - Джон Филлип Лоу — Синдбад - Том Бейкер — Коура - Кэролайн Манро — Марьяна - Дуглас Уилмер — Великий Визирь - Мартин Шоу — Рашид - Альдо Самбрель — Омар - Роберт Шоу — оракул (в титрах не указан) - Курт Кристиан — Гарун - Такис Эмманюэль — Ахмед - Аслан Грегуар — Хаким | - Монтаж — Рой Уоттс - Подбор актёров — Мод Спектор - Художник-постановщик — Фернандо Гонсалес - Костюмы — Верена Коулман, Габриелла Фалк - Декорации — Джон Столл - Грим — Хосе Антонио Санчес - Запись звука — Питер Эллиот |

## Работа над картиной

### Подготовка и подбор команды

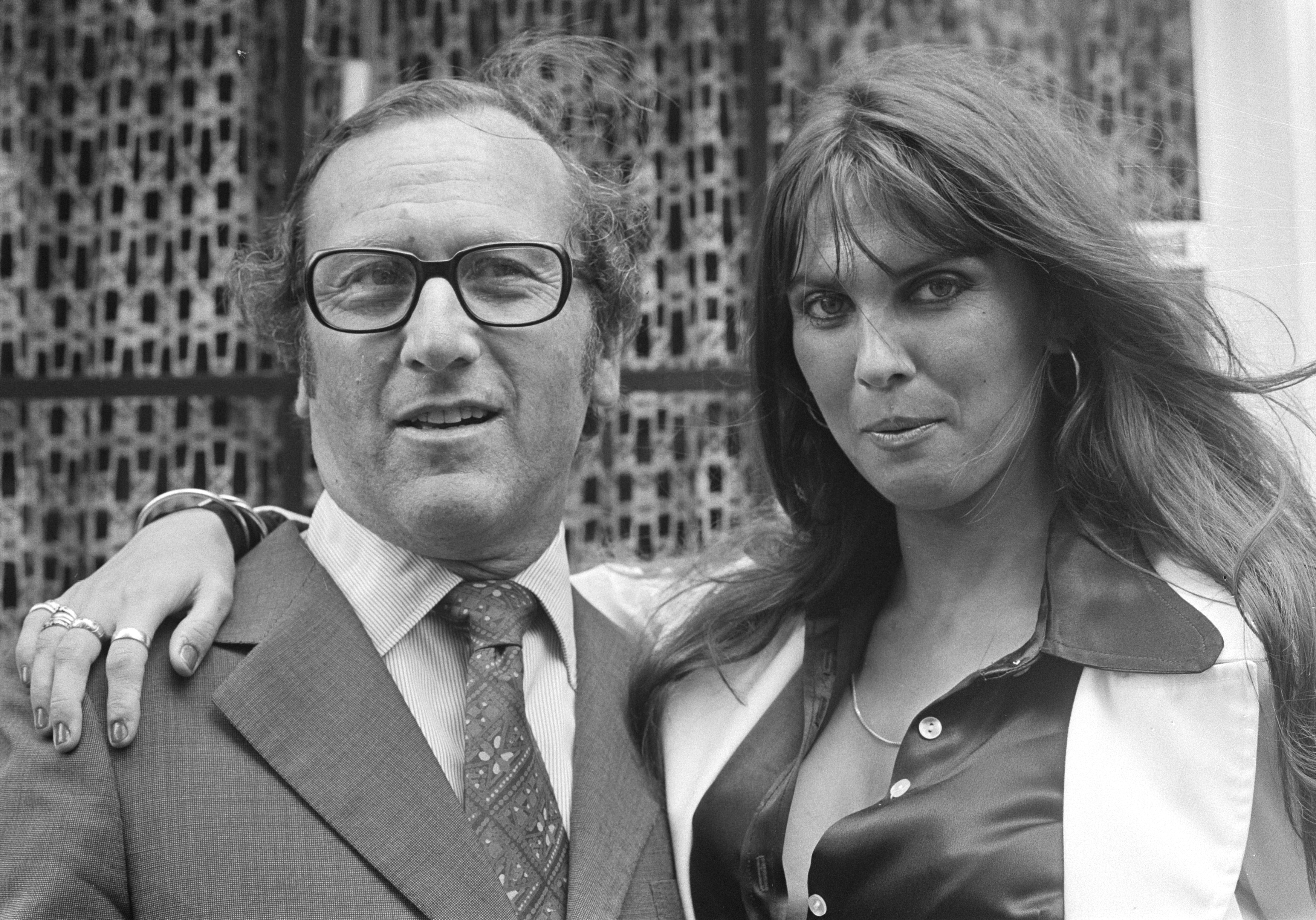
Продюсер Чарльз Шнеер и актриса Кэролайн Манро в Амстердаме на премьере фильма

Картина создавалась продюсерским дуэтом Рэя Харрихаузена и Чарльза Шнеера, на счету которых было несколько удачных работ в жанре сказки и фэнтези, включая начало серии — «Седьмое путешествие Синдбада». Предшествовавшие картины мастера специальных эффектов «Миллион лет до нашей эры» и «Долина Гванги» имели переменный успех в прокате. Рэю удалось договориться о финансировании с Columbia Pictures следующей ленты. Первоначальная идея состояла в создании фильма-сказки или фэнтези и обсуждались самые разные варианты: от экранизации «Гильгамеша, до постановки Первых людей на Луне». В конце концов, было принято решение продолжить историю Синдбада-морехода. Сюжет картины основывался на мотивах сказок «Тысячи и одной ночи», но был полностью оригинальным. Восточные сказки были удобны как основа сценария, так как характерная для их сюжета предопределённость свыше облегчала восприятие натяжек, обычно возникающих в фэнтезийном вымышленном мире.
Разделение обязанностей в продюсерском дуэте было вполне определённым: Харрихаузен занимался технической и творческой стороной производственного процесса, а Шнеер — организационными вопросами. Подготовка к производству картины с рабочим названием «Синдбад отправляется в Индию» («Sinbad goes to India» (англ.)) началась в 1970 году. В ходе создания сценария и раскадровки оно изменилось на «Золотое путешествие Синдбада». Ещё до написания сценария у художника уже были готовы наброски основных визуальных элементов картины, в частности многорукой богини Кали. Как всегда Рэй Харрихаузен возвращался к идеям из предыдущих картин. В частности, использовались наброски из оставшегося на бумаге фильма «Лемурия», а также некоторые разработки к картине «Три мира Гулливера». В черновых набросках Харрихаузен обращался к разработанному образу циклопа из «Седьмого путешествия…». Решающая схватка монстров должна была состояться между циклопом и гигантским неандертальцем. Оценив первый вариант раскадровки, Харрихаузен раскритиковал собственную старую работу и отказался от варианта. Вместо циклопа он придумал циклопа-«кентавра. Неандертальца (позже пригодившегося в Синдбаде и глазе тигра») сменил золотистый грифон.
Контракт на производство был подписан с британской студии Morningside Productions. В финансовом плане дела Columbia Pictures шли тогда не очень хорошо, и съёмочной группе пришлось экономить на всём, чтобы уложиться в жёсткие бюджетные рамки. В качестве режиссёра и сценариста привлекли Гордона Хесслера и Брайана Клеменса, известных по малобюджетным фильмам ужасов 1960-х годов. После трёхлетнего перерыва вернулся в киноиндустрию Миклош Рожа. Композитор из «золотого века Голливуда» был известен по фильмам 1940—1950-х годов, в частности по популярному «Багдадскому вору». Специалист по восточной экзотике в киномузыке оказался весьма востребован в проекте. После «Долины Гванги» у Харрихаузена возникли разногласия с Артуром Хейвордом, который долгие годы изготовлял ему куклы и миниатюрные модели. В новом фильме Рэю пришлось заниматься этим самостоятельно.

### Подбор актёров
Актёрский ансамбль оказался совсем не таким, каким его видел Гордон Хесслер. Режиссёр и продюсеры хотели взять на главную мужскую роль предыдущего Синдбада — Кервина Мэтьюза, но он был уже немолод и не подходил по типажу. На роль Синдбада пробовался Роберт Шоу, но с ним не удалось договориться. Шоу позже появился в картине, только в небольшой камео-роли Оракула. Кандидатура Джона Филиппа Лоу — единственного американского актёра в коллективе (хотя он провёл большую часть творческой карьеры в Европе), была навязана студией. Лоу имел постоянный контракт с Columbia Pictures, и благодаря фильмам «Барбарелла» и «Дьяволик» оказался главной звездой в актёрском составе. Физическая форма и способности Лоу к исполнению экшн-сцен не устраивали Хесслера, но оспорить решение он не смог.
На роль главного злодея Хесслер рекомендовал Кристофера Ли, и эта кандидатура также была отклонена. Волшебником Коурой стал Том Бейкер, который обратил на себя внимание в малобюджетном фильме ужасов «Байки из склепа 2». На главную женскую роль рассматривалась Ракель Уэлч, но продюсеры решили подыскать менее дорогостоящую актрису. Ей стала внешне похожая на Уэлч, тогда ещё малоизвестная, Кэролайн Манро. В ролях второго плана были в основном заняты британские исполнители, к съёмкам эпизодов привлекли также испанских и французских актёров.

### Съёмки и география

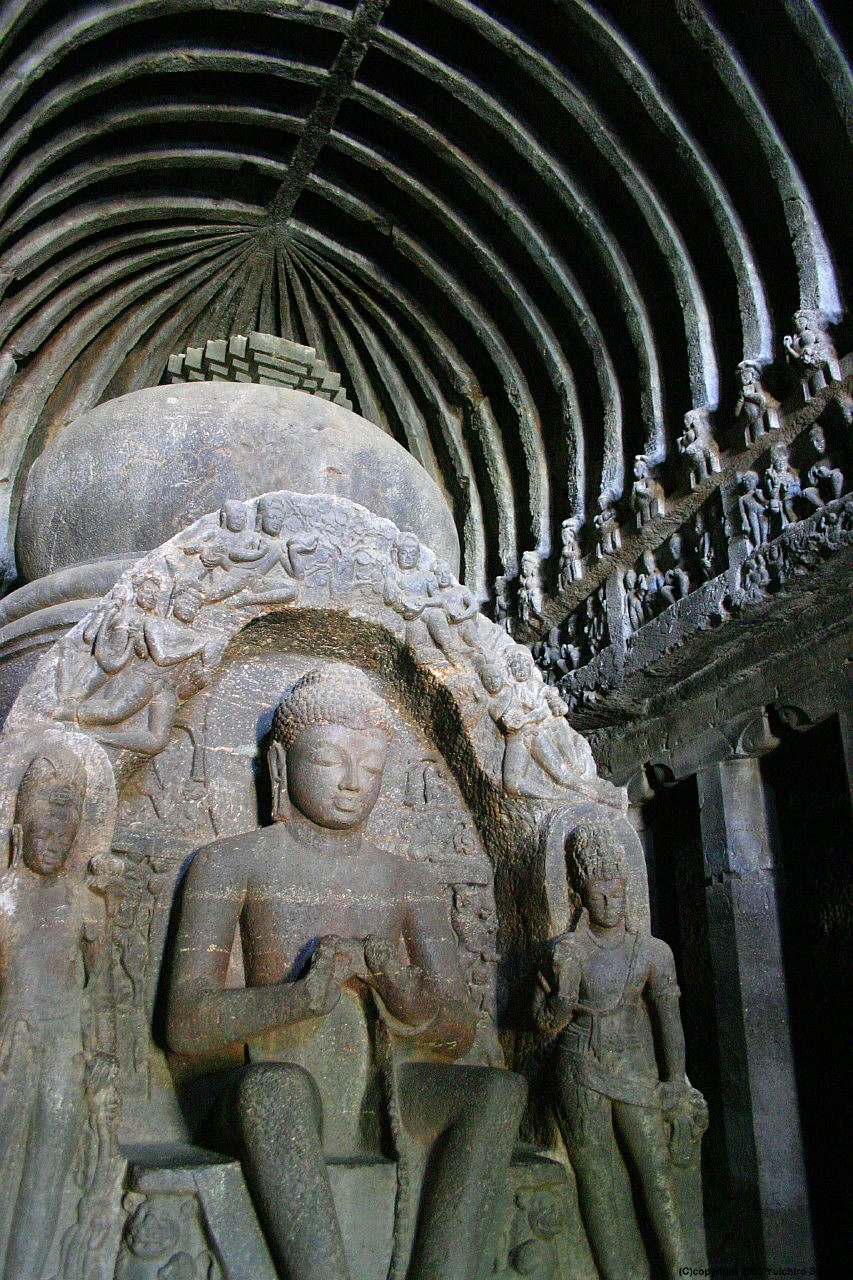
Индуистский храм Эллора вырубленный в пещере. По мотивам этого архитектурного шедевра были созданы декорации к фильму.

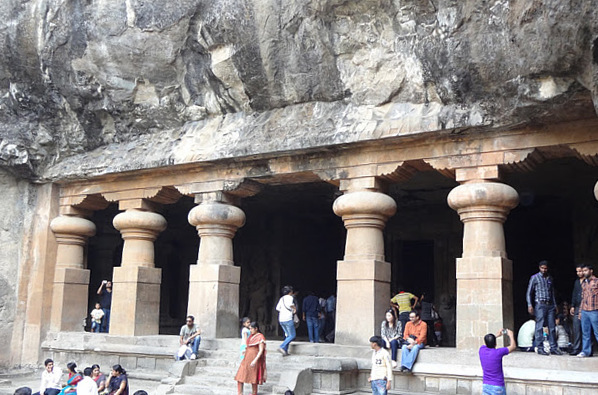
Образ храма Элефанта был использован в сцене с храмом язычников

В планы съёмочной группы входила командировка в Индию. Харрихаузен при разработке эскизов декораций и ландшафтов ориентировался на шедевры архитектуры: Эллора и Элефанта — древние индуистские храмы, вырубленные в пещере. Бюджет проекта не дал возможность организовать дорогостоящую экспедицию. Подходящую натуру искать не стали, это была Испания, в основном те же локации, что использовались для предыдущего фильма трилогии: остров Пальма-де-Майорка и местечко Торрентес де Париес (es) (Мальорка). Сцена с оракулом была снята в пещерах в районе местности Арта. Студийные съёмки прошли в Мадриде на Sevio Studios. Большинство сказочных ландшафтов было создано в виде миниатюр или отрисовано на задниках (например, высадка на берег Лемурии). Фильм был запечатлён на цветную плёнку 35 мм Kodak 5247. Отдельные сцены снимались на плёнку с меньшей светочувствительностью Kodak 5638, так как первоначально предполагалось, что фильм может выйти сразу для телевизионного просмотра.
В картине использовалась вся гамма возможностей технологий 1970-х: ускоренная съёмка, хромакей, комбинирование миниатюрных моделей и кукольной анимации. Для совмещения кукол с живыми актёрами и полноразмерными декорациями Харрихаузен ещё с 1958 года использовал технологию, получившую в Columbia Pictures собственное наименование Dynamation. Для фильма 1973 года маркетинговый отдел кинокомпании придумал более броское, по их мнению, название метода — Dynarama. Это был модифицированный вариант совмещения двух движущихся изображений, одно из которых проецировалось на задник. Сводились изображения при помощи метода блуждающей маски. Хесслер вспоминал, что до работы в «Золотом путешествии» не имел никакого опыта в области специальных эффектов. Рэй Харрихаузен, обучая его тонкостям процесса, говорил: «если денег достаточно, на экране можно изобразить что угодно». Ещё на этапе написания сценария, создателями учитывалось то, что можно будет отобразить, однако и в процессе съёмок планы менялись. Поединок Синдбада с Коурой стал импровизацией — изначально он совсем не так был описан в сценарии. Оценив возможности команды по созданию визуальных эффектов, режиссёр изменил финальный бой.
Первоначально киностудия выделила непосредственно на съёмки 14 недель. После пересмотра бюджета пришло распоряжение уложиться в 8 недель. Все съёмки прошли в июле-августе 1972 года. Затем, в течение примерно года происходила доработка визуальных эффектов, и к прокату картина была готова в декабре 1973 года. Окончательный монтаж настолько затянулся, что Гордон Хесслер успел в 1972 году снять ещё один полнометражный фильм «Посольство» (en).

### Образы сказочных существ
В картине присутствует излюбленный визуальный мотив Харрихаузена — существо с перепончатыми крыльями, подобными крыльям летучей мыши. В своё время на художника произвели глубокое впечатление иллюстрации Густава Доре к Божественной комедии. Апокалиптический образ летающего гомункулуса — одна из вариаций этой темы, встречающейся во многих картинах мастера. В исходном варианте сценария злой волшебник узнавал о намерениях Синдбада и Визиря по хрустальному шару. Затем создатели картины решили, что это слишком избитый приём и придумали существо, ставшее глазами и ушами Коуры. Харрихаузен работал над обликом летающего гомункулуса дольше, чем над каким либо другим сказочным созданием, и так комментировал своё творение:

Первый гомункулус Коуры был уничтожен Синдбадом в тайнике визиря. Следующий (кукла, конечно, использовалась та же самая) был оживлён волшебником на глазах у зрителя и эта сцена — одна из моих любимых в фильме. Её было довольно интересно воплощать, ведь в сцене заключена ирония: волшебник создал искусственную жизнь, но на самом деле рукой волшебника управляет аниматор.
Оригинальный текст (англ.)The first of Koura's homunculi in the film is destroyed by Sinbad in the vizier's vault. His successor (it was of course exactly the same model) is shown being brought to life by the magician and this sequence is one of my favourites. It turned out to be very enjoyable to animate: there is a particular irony because it shows the creation of an artificial life by a magician, but, of course, behind the hand of the magician is the hand of the animator
— 

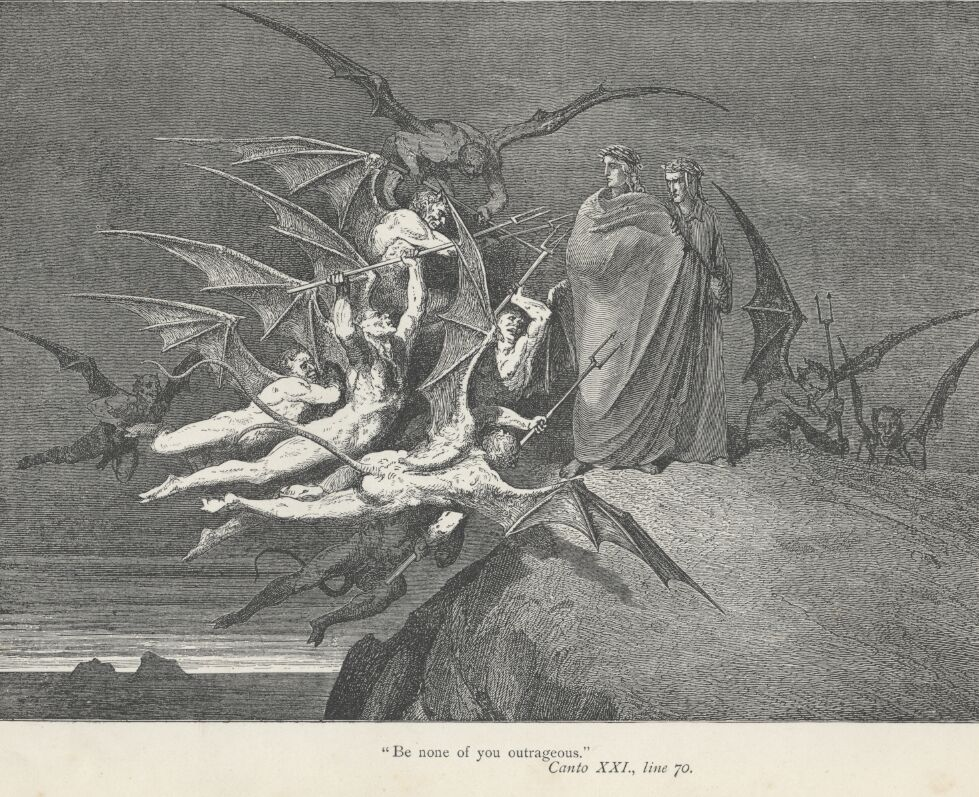
Иллюстрации Доре к «Божественной комедии»

Коура (Том Бейкер) оживляет гомункулуса

Сцены на корабле Синдбада сводились в единое целое как сложная комбинация воспроизведения миниатюрной модели, работой в студии и съёмкой частичной реплики корабля, воссозданной на Средиземном море в районе острова Мальта (дело рук декоратора Джона Столла). Большинство членов команды корабля так и не побывало на море — сцены на палубе и в помещениях корабля были, в основном, студийными. Технически одной из самых сложных сцен в фильме был финал со схваткой у фонтана судьбы, который также был создан при помощи совмещения миниатюр, полноразмерных декораций в студии и ускоренной съёмки. Ожившая гальюнная фигура на корабле была добавлена в картину в последний момент. Необычная деревянная текстура существа потребовала привлечения мастерства скульпторов Джорджа Лофгрена и Джанет Стивенс. Устрашающая внешность женской фигуры, со вставшими дыбом волосами, возникла под впечатлением от персонажа невесты Франкенштейна, в исполнении Эльзы Ланчестер, из фильма ужасов 1935 года. Четырёхминутная сцена потребовала кропотливой работы специалистов, так как она состояла из монтажной склейки 42 отдельных анимированных фрагментов. Строго говоря, данную сцену можно рассматривать как киноляп — на кораблях арабов гальюнная фигура не встречалась, но эпизод выглядел весьма впечатляюще.
Другая ожившая статуя — богиня в храме дикарей. Коура называет её Кали, но её облик сочетает внешность двух богинь индуистского пантеона: Кали и Дурги. Согласно канону, у Кали четыре руки, у Дурги может быть восемь или больше. В предварительных набросках художник дал ожившей статуе восемь рук, но позже, осознавая сложности в реализации и в съёмках подобного объекта, сократил число до шести. Богиню при постановке сцены с живыми актёрами заменяло до трёх каскадёров-фехтовальщиков. Сцену поединка с ожившей статуей богини большинство критиков назвало лучшей сценой в фильме. В своей весьма негативной рецензии Гленн Эриксон, отметил среди положительных сторон только эту сцену, назвав её демонстрацией «магии Харрихаузена».
Наконец, финальная схватка картины происходит между грифоном и кентавром-циклопом. Художник по визуальным эффектам планировал создать сцену, в которой грифон оживает из статуи, охраняющей подход к Фонтану судьбы. Такая последовательность событий делала более понятным для зрителя символизм поединка монстров, как эпическую битву Добра со Злом. Эффектный эпизод пришлось сократить из-за проблем с бюджетом. Схватка с кентавром не удалась и по другой причине. Грифон был создан с очень большими крыльями, мешающими ему сражаться. Харрихаузен собирался поднять существо в воздух, чтобы грифон атаковал противника сверху, а для этого ему нужно было иметь правдоподобно крупные крылья, поддерживающие его вес. Когда дело дошло до анимации, оказалось, что в воздухе фигура выглядит совершенно неестественно и её пришлось оставить на земле. Хесслер, просмотрев рабочие материалы, пожалел о том, что в финальной схватке участвуют не человекоподобные существа — зритель меньше сопереживает смерти вымышленных зверей. Переделывать модели и сцену уже не было времени, и всё пришлось оставить как есть. После съёмок Хесслер иронически заметил: «если я когда-нибудь ещё раз буду снимать сказку с Рэем, то в ней никогда не появится грифон».

### Монтаж и выпуск в прокат

Сцена сражения с ожившей статуей Кали признана одной из лучших сцен Рэя Харихаузена в его карьере.

С целью внесения в картину колорита актёры занимались со специалистом, который придавал их языку лёгкий восточный выговор. Особое звучание в картину был внесено не только арабскими поговорками, костюмами и декорациями. Ориентальные пентатонические мотивы музыки Миклоша Рожа были созданы в традиции близкой к «Багдадскому вору» и другим картинам 1940-х годов. Открывающая фильм тема исполнялось духовыми инструментами, а запоминающийся мотив основной темы из шести нот подхватывался струнными. Композитор использовал распространённый приём, когда у каждого героя есть своя собственная тема, сопровождающая его действия на экране.
На производстве сказалось то, что картина снималась как эксплуатационное кино и создавалась в системе большой бюрократизированной корпорации. «Золотое путешествие Синдбада» стало типично «продюсерской» работой, так как режиссёр не смог полностью выразить себя и вынужденно подчинялся руководящим указаниям от продюсеров и дистрибьютера. Гордон Хесслер вспоминал, что проблемы с бюджетом заставили отказаться от некоторых важных сценарных ходов и пойти на компромиссы, связанные с актёрским ансамблем, сказавшиеся на качестве. В совместной работе с Columbia Pictures имелись и свои плюсы. Если бы картина снималась небольшой независимой продюсерской фирмой, то, возможно, возникли бы проблемы с возрастным рейтингом. В фильме присутствовали некоторые рискованные сцены, в особенности связанные с полуобнажённой фигурой Марьяны в исполнении Кэролайн Манро. Поскольку дистрибютером была корпорация Columbia Pictures, и в США, и в Великобритании фильм получил рейтинги без ограничений показа для детей.
В Великобритании картина вышла в прокат в декабре 1973 года, в США в апреле 1974 года. Для фильма-сказки с нераскрученным актёрским составом была проведена серьёзная маркетинговая кампания. Трейлер картины рекламировал технологию Dynarama, демонстрируя последнее слово технологий визуальных эффектов. Впервые в истории американского кинематографа студия презентовала новую ленту на фестивале Comic-Con 1974 года. Несмотря на масштабные съёмки с обширной географией и рекламную кампанию, бюджет картины уложился в весьма скромные $1 млн (для сравнения — бюджет «Седьмого путешествия Синдбада» в 1958 году составил около $650 тыс.). Кассовые показатели стали сюрпризом для компании дистрибютера и вывели картину в число лидеров сезона 1974 года по доходам от проката. Точные данные проката противоречивы. По сообщению журнала Cinefantastique сборы составили около $5,5 млн. По некоторым другим оценкам сборы составили около $11 млн. В США, в связи с успешным прокатом «Золотого путешествия…» было повторно выпущено в прокат «Седьмое путешествие Синдбада», и обе картины во многих кинотеатрах шли в одном сеансе. Картина была закуплена для показа в СССР. В 1977 году картина «Золотое путешествие Синдбада» собрала около 37 млн зрителей, став одним из лидеров советского кинопроката.

## Оценка

### Критика

Синдбад (Джон Филлип Лоу) и Марьяна (Кэролайн Манро). Романтическая линия и актёрская игра в картине была признана критикой слабой стороной картины

Картина создана по канонам путешествия-сказки, в традиции, описанной Джозефом Кэмпбеллом. Как отметили рецензенты журнала Empire, сюжет в картине явно не для взыскательного любителя кино. Найти и собрать артефакт-A, отправившись в далёкую страну-B и получить приз-С. Картина без особых претензий продолжает общую стилистику первой ленты трилогии, однако, имеет свою специфику. В ней заметно более мрачное настроение и уклон в эзотерику и чёрную магию. Если в предыдущей картине действия мифических существ никак не мотивировались, то в картине Хесслера за ними всегда стоит фигура злого волшебника, направляющего их своей волей и расходующего на них жизненные силы. Данное обстоятельство придаёт осмысленность и законченность сюжету. Фольклорную принадлежность первого фильма можно назвать обобщённо-восточной, тогда как в фильме 1974 года восточный колорит ощущается более определённо. Подборка реквизита и декораций в картине хотя и весьма эклектична, но в ней заметно смешение арабской и индийской культурной традиции.
Волей сценаристов Синдбад-мореход — герой «1001-й ночи» — превратился из купца в отважного воина, не расстающегося с мечом. В пределах трилогии фигура положительного героя Синдбада претерпела изменения. Второстепенные персонажи исповедуют обычное для Востока отношение к высшим силам: «Такова воля Аллаха» — говорят герои. Синдбад придерживается западного отношения к жизни и судьбе. Всем своим поведением он бросает вызов детерминизму, и пытается изменить ниспосланный свыше ход событий. Главный герой освобождает Марьяну, объясняя ей, что она больше не рабыня и то, что человек волен сам выбирать свою судьбу.
По картине заметно, как поменялась с 1950-х годов геополитическая ситуация и настроение публики, что нашло отражение в отображении персонажей. Если в «Седьмом путешествии» облик злого волшебника нельзя было однозначно идентифицировать как восточный, то в «Золотом путешествии» всё меняется. Восток для стран Запада больше не является загадочной и непознанной страной. Облик злодея с арабскими корнями в картине теперь более соответствует стереотипу, привычному зрителю — теперь у него появились тюрбан и борода. Фонтан судьбы, в финале эффектно окрашивающийся кровью погибшего злодея, можно рассматривать как символ — здесь уместно сравнение с нефтяным фонтаном. Другой узнаваемый мотив — страна Маравия, перекликающаяся по звучанию с Аравией.
Главенствующая роль в картине принадлежит специальным эффектам, демонстрирующим все возможности технологии 1970-х годов. Их качество было высоко оценено, в том числе, и современными специалистами. Впрочем, режиссёр Тим Бёртон, отдавая дань уважения их создателю, отметил, как спецэффекты в картине переиграли живых актёров, что характерно и для современных фильмов.
Романтическая линия «Золотого путешествия…» была проработана хуже, чем в предыдущем фильме трилогии, но для картины, ориентированной на детскую аудиторию, этот недостаток не столь сильно бросается в глаза. Киноведы Херц и Заза назвали картину одинаково увлекательной как для детей, так и для взрослых. Самой слабой стороной картины назвали невзрачную игру положительного героя. Джон Филипп Лоу в заглавной роли не демонстрирует сколько-нибудь впечатляющего исполнительского мастерства, и его текст в фильме поверхностен.
Журнал Empire высоко оценил только игру Тома Бейкера, назвав остальные роли в картине проходными. Гленн Эриксон (ресурс DVD Savant) весьма отрицательно отнёсся и к режиссуре, назвав её худшей в трилогии. Центральную сцену схватки грифона и кентавра он предложил смело убрать из картины, как логически совершенно не связанную с предыдущими событиями. Практически все критики высоко оценили замечательный саундтрек картины венгра Миклоша Рожа, с запоминающимися ориентальными мотивами.

### Значение и признание
Из-за статуса картины категории-B «Золотое путешествие Синдбада» не было номинировано на сколько-нибудь значительные премии, хотя большинством специалистов картина была признана заметным явлением в области разработки специальных эффектов. В 1973 году целый номер журнала Cinefantastique был посвящён истории создания и съёмок. Достижения в прокате впоследствии подвигли Columbia Pictures в 1977 году продолжить серию фильмом «Синдбад и глаз тигра», но последняя картина, по мнению критиков, оказалась наиболее слабой в трилогии. Успех «Золотого путешествия…» благотворно сказался на последующей карьере актёров. Том Бейкер получил главную роль в популярном британском сериале, став четвёртым воплощением Доктора Кто. Вершиной карьеры Кэролайн Манро стало исполнение роли одной из девушек Бонда в картине «Шпион, который меня любил».
В 1974 году издательство Marvel Comics выпустило в серии «Worlds Unknown» два сборника комиксов по мотивам фильма, которые были подготовлены редактором Леном Уэйном. Картина оказала значительное влияние на индустрию и на стилистику современных CGI эффектов. Тим Бёртон назвал «Золотое путешествие Синдбада» одной из своих любимых картин. В своей книге «Больше чем блокбастер» Джеймс Роман прослеживает влияние, оказанное на киносагу «Властелин колец» трилогией о Синдбаде. В том и в другом случае во главу угла ставились спецэффекты, а сюжет берёт начало из древней мифологии и сказок. Большое влияние картины на их становление как творцов признавали основатели и художники студии Aardman Animations: Питер Лорд, Дэвид Спрокстон (en) и Ник Парк.

### Премии и номинации
| Награда                                                | Кому присуждена             |
| 1975 Лауреат: премия Сатурн                            | 1975 Лауреат: премия Сатурн |
| ------------------------------------------------------ | --------------------------- |
| Премия «Сатурн» за лучший фильм-фэнтези                |                             |
| 1974 Лауреат: премия Национального совета кинокритиков |                             |
| Лучшие специальные эффекты                             |                             |

## Переиздания
Издание картины на DVD было осуществлено в 2000 году под торговой маркой Columbia TriStar Home Video. В издании сохранена кинотеатральная пропорция 1,85:1. При печати фильмокопий использовалась бюджетная технология скрытого кашетирования, и значительная часть кадра была обрезана сверху и снизу. На DVD диске, выпущенном Columbia, присутствует вариант картины до обрезки в пропорции 4:3, и зритель может составить представление о том, что не попало на экран в кинотеатральной копии картины. Ресурс DVD Review оценил качество трансфера на цифровой носитель как удовлетворительное, отметив только, что имелась значительная деградация исходного материала, которую невозможно было исправить. DVD издание не содержит документальных материалов, относящихся непосредственно к созданию фильма. Присутствующие на диске три документальных ролика рассказывают о съёмках других фильмов Харрихаузена. Информация о выпуске фильма на Blu-Ray пока не доступна.